# André Mernier
André Mernier (Charleroi, 26 mei 1943 - Ukkel, 11 augustus 2015) was een Belgisch diplomaat.

## Biografie
Van 1967 tot 1973 werkte André Mernier bij Defensie en van 1973 tot 1978 werkte hij in de privésector. In 1973 behaalde hij een rechtendiploma van de Université catholique de Louvain en in 1977 trad hij in dienst van Buitenlandse Zaken. Hij was achtereenvolgens:
- 1977-1978: zaakgelastigde in Nicosia
- 1978-1981: tweede secretaris van de permanente vertegenwoordiging bij de NAVO in Brussel
- 1981-1985: eerste secretaris in Washington
- 1985-1988: consul in Oost-Berlijn
- 1988-1989: consul-generaal in West-Berlijn
- 1989-1990: ministerraad in Bonn
- 1990-1994: ambassadeur in Seoel
- 1994-1996: hoofd van de dienst Wapenbeheersing en Ontwapening van Buitenlandse Zaken in Brussel
- 1996-1999: ambassadeur in Genève
- 1999-2000: inspecteur van diplomatieke posten
- 2000-2004: ambassadeur in Moskou, geaccrediteerd voor Rusland, Wit-Rusland, Moldavië, Armenië, Georgië, Oezbekistan, Tajikistan, Kirgizië en Kazachstan
- 2004-2005: hoofd van de dienst Energie bij Buitenlandse Zaken
- 2006-2011: secretaris-generaal van het Energiehandvestverdrag

Tevens was hij van 1994 tot 1996 voorzitter van de Belgische diplomatenvereniging. In 1997 was hij voorzitter van de Conferentie van Brussel en vicevoorzitter van de Conferentie van Oslo, twee voorbereidende akkoorden van de Ottawa-conventie en in 1998 voorzitter van de eerste commissie van de Algemene Vergadering van de Verenigde Naties.